# Elasmoscelis saegeri
Elasmoscelis saegeri är en insektsart som beskrevs av Synave 1962. Elasmoscelis saegeri ingår i släktet Elasmoscelis och familjen Lophopidae. Inga underarter finns listade i Catalogue of Life.